# Трансавангард
Трансаванга́рд (итал. transavanguardia, от лат. trans и фр. avant-garde) — течение в европейской живописи, итальянский вариант неоэкспрессионизма.

## История

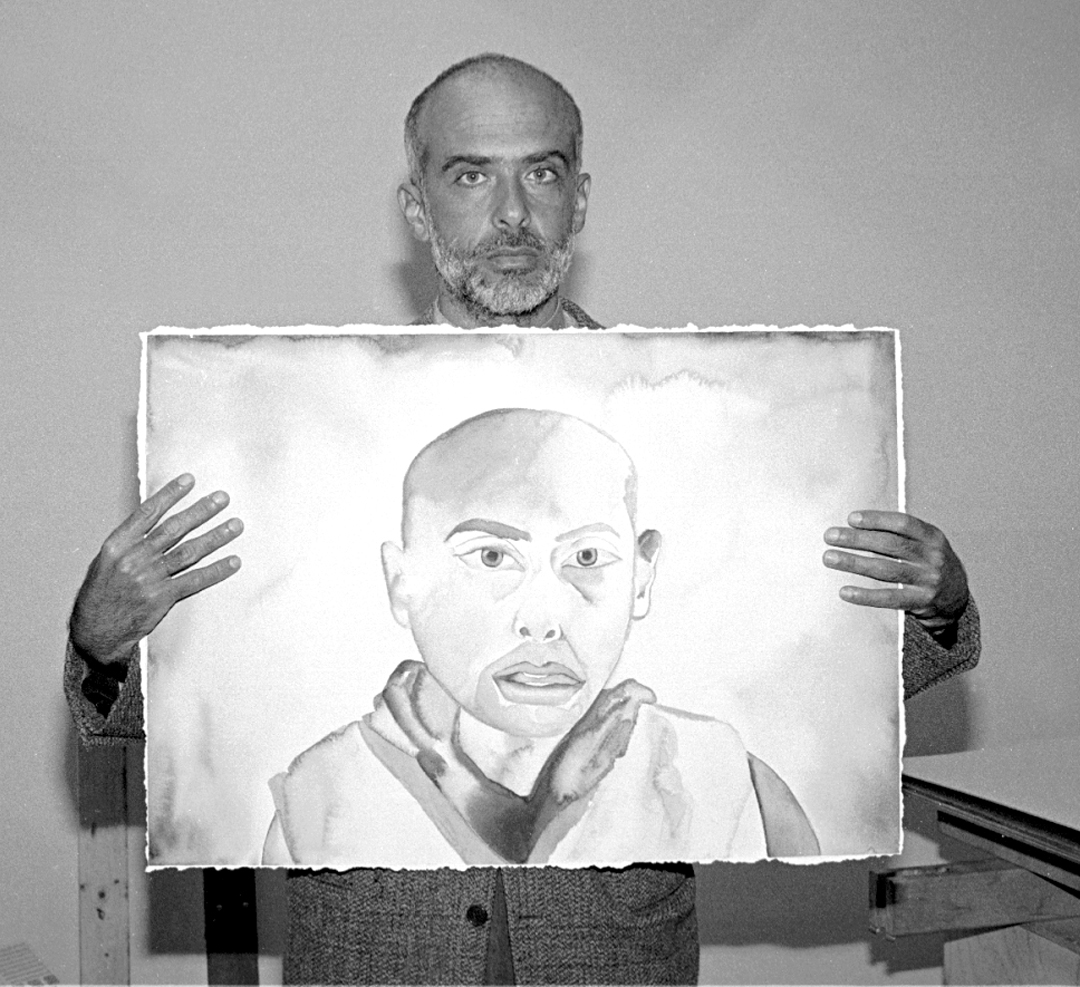
Франческое Клементе держит собственный автопортрет. Сан-Франциско, 1991 год.

Термин «трансавангард» был введен в 1979 году итальянским критиком Акилле Бонито Олива в статье, посвященной творчеству пяти итальянских художников — Сандро Чиа, Франческо Клементе, Энцо Кукки, Никола де Мариа и Миммо Паладино. Буквальное значение — «после авангарда», «выходящее за пределы авангарда».
В 1982 году в работе «Интернациональный трансавангард», написанной Бонито Олива в соавторстве с ведущими европейскими и американскими художественными критиками, под этим понятием объединяют немецкий неоэкспрессионизм, аргентинскую новую образность и французскую свободную фигуративность.
На Берлинской выставке 1982 года, посвящённой трансавангардистам, выставлялся ряд художников, объединённых стремлением к «реактивации» художественных стилей и региональных, национальных художественных традиций прошлого. Центральное внимание было посвящено проблемам телесности (Ф. Клементе), народным верованиям (М. Паладино), современной интерпретации эстетического наследия кубизма и футуризма (С. Чиа), сюрреализма (У. Кучча), «неформальной» традиции в живописи 1950—1960-х годов (Н. Де Мариа).
Трансавангард противопоставляет себя неоавангарду, в частности концептуализму, и склонен к новой живописности, фигуративности, экспрессивности, ярко выраженному личностному началу, установке на эстетическое наслаждение, свободное сочетание художественных стилей прошлого. Трансавангард характеризуется как переходное течение; он отличается культурным номадизмом и стремлением преодолеть абстрактно-концептуальный язык неоавангарда посредством возвращения к традиционным живописным техникам в сочетании с идеями экспрессионизма и отчасти с использованием мотивов и форм искусства прошлого. Итальянский теоретик и критик Паоло Партогези утверждал, что трансавангард радикально разошёлся с авангардизмом, утратившим «активность, утратил чувство юмора, характерные для его молодости, стал догматичен»: «Жизненность постмодернизма — в возможности сломать преграду, искусственно отделяющую прошлое от настоящего. Мы следуем за тем, что нам завещали наши отцы; и за тем, что есть настоящего, завоеванного человечеством за все века, даже за пределами западной цивилизации».
В 1980-х годах понятие «трансавангард» довольно сильно расширилось и стало синонимом «постмодернизма». Он стал приемлем и объединяющим для представителей самых различных школ («неоэкспрессионизм», «постабстракционизм», «гиперманьеризм», «постсюрреализм» и т. д.).
В предисловии к каталогу выставки «Американское искусство XX столетия» Бонито Олива противопоставляет «тёплый трансавангард» (warm transavantgarde)/«страстный трансавангард» (hot trans-avantgarde) Джулиана Шнабеля и «прохладный трансавангард» (cool transavtangarde) Джеффа Кунса.
Теоретики трансавангарда говорили о необходимости возврата к мануальным приёмам в живописи, а также использованию ярких и сочных красок ― всё это озвучивалось в контексте преобладания концептуального искусства в артистических кругах, имевшего место в 1970-х. Подробным исследованием художественного течения занимался критик искусства Акилле Бонито Олива, который характеризовал его как почти исключительно итальянское явление, не получившее большого признания за рубежом. Главными деятелями движения были пятеро художников: Сандро Киа, Энцо Кукки, Франческо Клементе, Никола де Мариа и Миммо Паладино; вместе с пятёркой также плотно сотрудничал Сирио Белуччи; к этому списку также можно добавить Миммо Германа, Эрнесто Татафиоре, Нино Лонгобарди (представил свои трансавангардистские работы на Венецианской биеннале 1980 года), а также Андреа Ваччаро, который, впрочем, последствии покинул движение.
В 1979 году на выставке Acireale, которую курировал Акилле Бонито Олива, впервые были публично представлены работы трансавангардистов; некоторые из них также попали и на Венецианскую биеннале в следующем году. В октябре 1979 года в журнале Segno вышла статья, посвящённая творчеству трансавангардистов. Критик отзывался о них следующем образом: «эти художники видят живописную практику как форму некоторого положительного утверждения, как жест ― не защиты, но нападения». С ноября 2011 по март 2012 года в Палаццо Реале в Милане прошла выставка полотен трансавангардистов прошлых десятилетий, возродив общественный интерес к данному течению

## Трансавангард в Украине

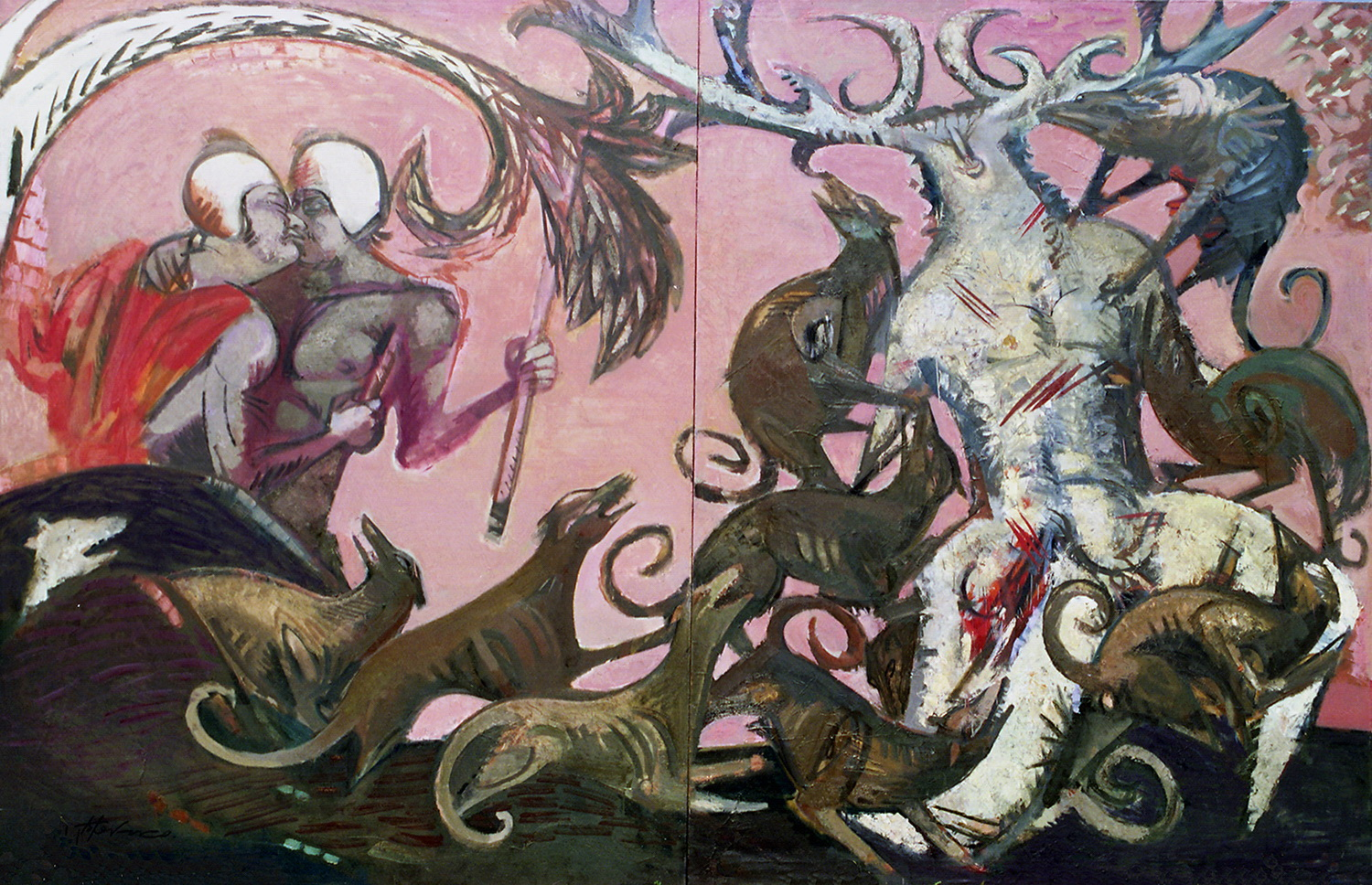
Василий Рябченко. Смерть Актеона, 200 х 300 см, холст, масло (1988)

В Украине представителями направления трансавангарда являются Александр Гнилицкий, Олег Голосий, Арсен Савадов и Георгий Сенченко, Александр Ройтбурд, Василий Рябченко и др. В украинском варианте ощутима коннотация к отечественному барокко. Их произведениям присущи фигуративность, динамизм, мифологичность, цитатность классических произведений искусства, фантазийность, эксцесс формы (монументальность размера произведений) и т. д.